# Manon Souyris
Manon Souyris née le 30 juin 1993 à Albi, est une coureuse cycliste française. Championne de France sur route juniors en 2011, elle a remporté la Coupe de France 2015.

## Palmarès
- 2011
  -  Championne de France sur route juniors
  - 4e du championnat du monde sur route juniors
  - 7e du championnat d'Europe sur route juniors
- 2013
  - 2e étape de la Semaine cantalienne
- 2014
  - La Dacquoise
  - 2e du Prix de la Ville du Mont Pujols
- 2015
  - Coupe de France
  - Grand Prix de Chambéry[1]
  - Petites Reines de Sauternes
  - 3e du Prix de la Ville du Mont Pujols
- 2018
  - Grand Prix de Chambéry
  - Criterium de Marcolès
  - 3e de la Classique Pyrénées
- 2022
  - 3e du Grand Prix Velo Alanya

### Classements mondiaux
| Année                                 | 2014 | 2015 | 2016 | 2017 | 2018 | 2019 | 2020 | 2021 | 2022 | 2023 |
| ------------------------------------- | ---- | ---- | ---- | ---- | ---- | ---- | ---- | ---- | ---- | ---- |
| Classement UCI                        | 279e | 196e | nc   | nc   | 508e | 732e | 311e | nc   | 584e | 531e |
|                                       |      |      |      |      |      |      |      |      |      |      |
| Légende : nc = non classéSource : UCI |      |      |      |      |      |      |      |      |      |      |